# Episodi de Il commissario Montalbano

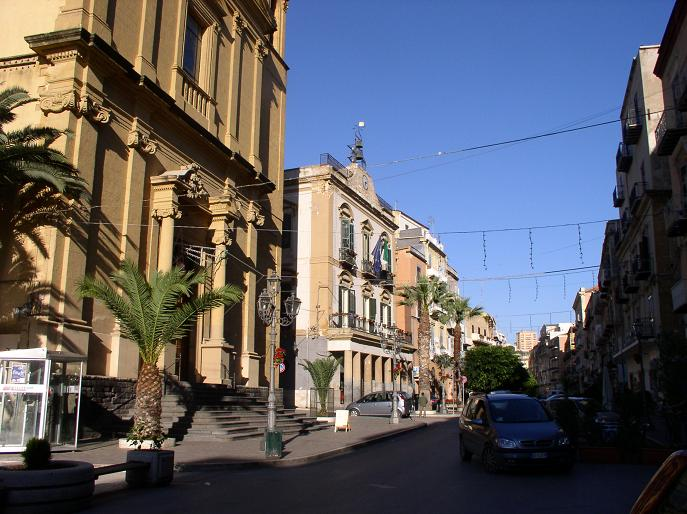
Uno scorcio di Porto Empedocle

Gli episodi della serie televisiva Il commissario Montalbano sono trasmessi in prima visione in Italia dal 6 maggio 1999. Le prime tre stagioni sono state trasmesse da Rai 2, mentre a partire dalla quarta stagione la serie è trasmessa da Rai 1. La serie è inoltre trasmessa contemporaneamente dalla Rai su canali sperimentali: in alta definizione, dalla nona alla decima stagione su Rai HD, e in 4K, dalla quattordicesima stagione su Rai 4K.
| Stagione | Episodio | Titolo                     | Prima TV Italia   |
| -------- | -------- | -------------------------- | ----------------- |
| 1        | 1        | Il ladro di merendine      | 6 maggio 1999     |
| 1        | 2        | La voce del violino        | 13 maggio 1999    |
| 2        | 3        | La forma dell'acqua        | 2 maggio 2000     |
| 2        | 4        | Il cane di terracotta      | 9 maggio 2000     |
| 3        | 5        | La gita a Tindari          | 9 maggio 2001     |
| 3        | 6        | Tocco d'artista            | 16 maggio 2001    |
| 4        | 7        | Il senso del tatto         | 28 ottobre 2002   |
| 4        | 8        | Gli arancini di Montalbano | 4 novembre 2002   |
| 4        | 9        | L'odore della notte        | 11 novembre 2002  |
| 4        | 10       | Gatto e cardellino         | 18 novembre 2002  |
| 5        | 11       | Il giro di boa             | 22 settembre 2005 |
| 5        | 12       | Par condicio               | 29 settembre 2005 |
| 6        | 13       | La pazienza del ragno      | 7 marzo 2006      |
| 6        | 14       | Il gioco delle tre carte   | 13 marzo 2006     |
| 7        | 15       | La vampa d'agosto          | 2 novembre 2008   |
| 7        | 16       | Le ali della sfinge        | 3 novembre 2008   |
| 7        | 17       | La pista di sabbia         | 10 novembre 2008  |
| 7        | 18       | La luna di carta           | 17 novembre 2008  |
| 8        | 19       | Il campo del vasaio        | 14 marzo 2011     |
| 8        | 20       | La danza del gabbiano      | 21 marzo 2011     |
| 8        | 21       | La caccia al tesoro        | 28 marzo 2011     |
| 8        | 22       | L'età del dubbio           | 4 aprile 2011     |
| 9        | 23       | Il sorriso di Angelica     | 15 aprile 2013    |
| 9        | 24       | Il gioco degli specchi     | 22 aprile 2013    |
| 9        | 25       | Una voce di notte          | 29 aprile 2013    |
| 9        | 26       | Una lama di luce           | 6 maggio 2013     |
| 10       | 27       | Una faccenda delicata      | 29 febbraio 2016  |
| 10       | 28       | La piramide di fango       | 7 marzo 2016      |
| 11       | 29       | Un covo di vipere          | 27 febbraio 2017  |
| 11       | 30       | Come voleva la prassi      | 6 marzo 2017      |
| 12       | 31       | La giostra degli scambi    | 12 febbraio 2018  |
| 12       | 32       | Amore                      | 19 febbraio 2018  |
| 13       | 33       | L'altro capo del filo      | 11 febbraio 2019  |
| 13       | 34       | Un diario del '43          | 18 febbraio 2019  |
| 14       | 35       | Salvo amato, Livia mia     | 9 marzo 2020      |
| 14       | 36       | La rete di protezione      | 16 marzo 2020     |
| 15       | 37       | Il metodo Catalanotti      | 8 marzo 2021      |

## Il ladro di merendine
- Tratto da Il ladro di merendine
- Diretto da: Alberto Sironi
- Scritto da: Andrea Camilleri, Francesco Bruni

### Trama

Gli attori Luca Zingaretti (Salvo Montalbano) e Peppino Mazzotta (Giuseppe Fazio) sul set ragusano dell'episodio, fine 1998.

Il commissario Montalbano indaga sulla morte del ragioniere Lapecora, ucciso con un coltello da cucina nell'ascensore del suo palazzo. Interrogata, la moglie del ragioniere incolpa dell'accaduto l'amante di suo marito, una donna tunisina di nome Karima, che fa il mestiere.
Contemporaneamente giunge nel porticciolo di Vigata un peschereccio con a bordo un uomo morto ammazzato da una sventagliata di mitra durante un abbordaggio di un guardiacoste tunisino.
Karima con il figlio di sei anni, François, scappa dalla casa dove abitano ma Karima viene rapita mentre il figlioletto corre via e riesce a scappare. Un testimone registra la targa dell'auto e la riferisce al commissario, che indagando scopre essere un'auto del servizio segreto italiano.
Il commissario per caso passando davanti alla scuola vede un assembramento di persone vocianti perché fra di loro c'è un ladro delle merendine degli scolari ma non si sa chi è.
Il commissario, ritrovato il piccolo François, lo ospita in casa sua, dove viene amorevolmente accudito da Livia, la fidanzata del commissario. Il piccolo François riconosce alla televisione l'uomo ucciso sul peschereccio, lo zio Ahmed Moussa, quindi la madre Karima Moussa è la sorella del morto ammazzato in altomare. Il commissario durante un sopralluogo in casa di Karima trova un libretto di risparmio intestato a Karima, con depositati 300 milioni di lire, cifra enorme, anche per una prostituta.
Nel mentre Montalbano, proseguendo con le indagini, scopre che Ahmed Moussa era un importante terrorista tunisino, che i servizi segreti tunisini hanno attirato in un'imboscata con l'aiuto dei servizi segreti italiani per ucciderlo.
Karima e Lapecora sono coinvolti in questo intrigo internazionale: Lapecora faceva da copertura alle attività illegali che Ahmed Moussa voleva iniziare in Sicilia per mezzo di sua sorella Karima. Karima essendo una testimone è stata uccisa dal servizio segreto tunisino e il suo cadavere occultato. Viene uccisa anche Aisha, un'amica di Karima.
È necessario nascondere, per sicurezza, il piccolo François, che viene affidato alla sorella di Augello, che vive in aperta campagna.
Il libretto di risparmio con i 300 milioni viene depositato da un notaio che provvederà a trasferire i soldi in banca e darà a François i soldi, quando avrà raggiunto la maggiore età, ma è necessario che la morte di Karima Moussa sia assolutamente accertata.
Dalle indagini è risultato che sul coltello da cucina ci sono le impronte digitali della moglie del Lapecora, che viene arrestata e messa di fronte all'evidenza confessa che lo ha ammazzato perché, oltre ad ospitare in casa sua una prostituta, le aveva dato 300 milioni di lire.
Montalbano incontra Lohengrin Pera, colonnello dei servizi segreti italiani che gli racconta quello che sa della storia dei Moussa. All'insaputa di Pera, Montalbano registra con una telecamera nascosta nella libreria le dichiarazioni di Pera.
Montalbano racconta a Pera quello che sa della storia e Pera chiede a Montalbano quanto vuole per il suo silenzio. Montalbano vuole poco, solo che venga ritrovato il cadavere riconoscibile di Karima. Pera gli dice che non è possibile, allora Montalbano si arrabbia; gli rompe gli occhiali, gli fa vedere la telecamera e lo ricatta: o si ritrova il corpo o lui darà ai giornalisti la registrazione.
Il giorno dopo il corpo viene ritrovato e François potrà avere l'eredità.
Montalbano volendo adottare François propone a Livia di sposarsi.
- Altri interpreti: Guia Jelo (Antonietta Palmisano Lapecora), Jonis Bascir (Fahrid), Mouna Noureddine (Aisha Aduani), Afef Jnifen (Karima Moussa), Renato Scarpa (Lohengrin Pera), Hamza Choukri (François), Biagio Pelligra (commissario Valente)
- Ascolti Italia: telespettatori 6 251 000 – share 24,45%[4]

## La voce del violino
- Tratto da La voce del violino
- Diretto da: Alberto Sironi
- Scritto da: Andrea Camilleri, Angelo Pasquini

### Trama
L'indagine è incentrata sulla morte di Michela Licalzi, trovata nuda e uccisa per soffocamento in una casa abbandonata. Indiziato principale è un ragazzo che provava un sentimento morboso verso la signora. Oggetto al centro della vicenda è un violino molto pregiato e costoso, appartenuto alla donna. Mediante le testimonianze dell'amica più intima di Michela (che si prenderà una cotta per lui, arrivando a baciarlo) e del marito, Montalbano scoprirà che a uccidere la donna è stato il suo amante antiquario bolognese, al fine di impossessarsi del violino che ha scoperto essere un prezioso Guarneri del Gesù. Montalbano incontrerà molti ostacoli sul suo cammino, messi dai suoi superiori, dalla giurisdizione territoriale e dal guaio combinato da un collega della mobile; questi infatti ha ricevuto l'indagine dal questore (che l'ha tolta a Montalbano), ma, quando i suoi agenti hanno cercato di arrestare il ragazzo sospettato, uno di loro ha sparato per paura vedendogli un'arma in mano (ma in realtà era una scarpa); il funzionario ha tentato maldestramente di "aggiustare" gli eventi, ignorando di esser stato ripreso da un mafioso che ha poi contattato Montalbano, brigando per far uscire tutto allo scoperto. Astutamente, il commissario si rivolge ai protagonisti del misfatto in privato, avvertendoli di risolvere in privato per non essere ricattabili dalla mafia.
- Altri interpreti: Bianca Maria D'Amato (Anna Tropeano), Giovanni Vettorazzo (Guido Serravalle), Alessia Merz (Michela Licalzi), Giacinto Ferro (questore Bonetti-Alderighi), Costantino Carrozza (avvocato Guttadauro), Sergio Fantoni (Cataldo Barbera), Mario Erpichini (dottor Emanuele Licalzi), Hamza Choukri (François), Maurizio Prollo (Maurizio Di Blasi), Adriano Chiaramida (Panzachi)
- Nota: nell'episodio televisivo all'agente Catarella viene attribuito il nome errato di Giuseppe (come risulta dal suo diploma di informatica orgogliosamente conseguito e mostrato ai colleghi), che nei romanzi è invece Agatino.
- Ascolti Italia: telespettatori 6 810 000 – share 27,31%[4]

## La forma dell'acqua
- Tratto da La forma dell'acqua e Il ladro di merendine
- Diretto da: Alberto Sironi
- Scritto da: Andrea Camilleri, Francesco Bruni

### Trama

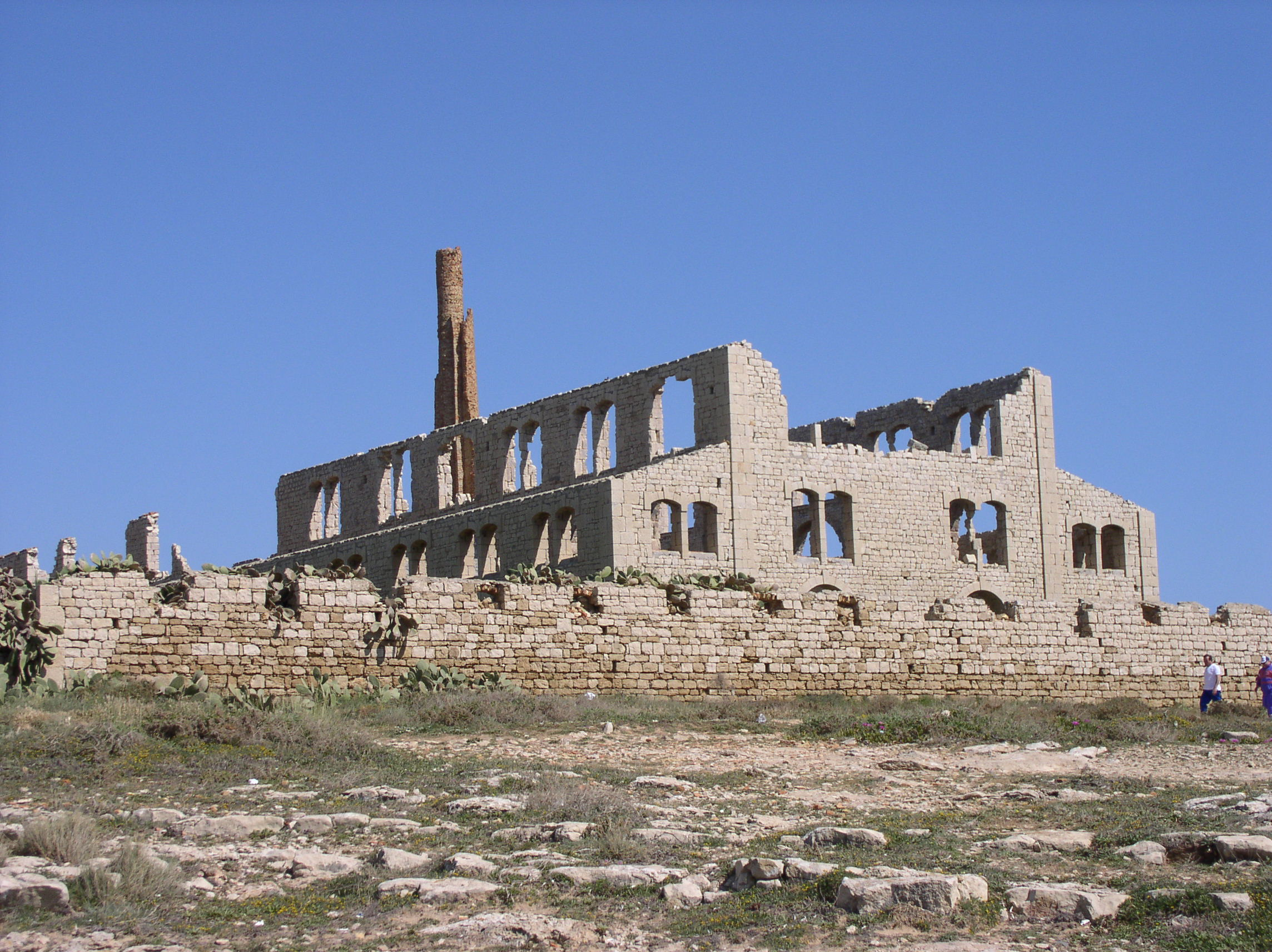
La mànnara di Vigata, ovvero l'ex Fornace Penna di Scicli

Nella mànnara, una vecchia fornace, due netturbini ritrovano il cadavere dell'ingegner Luparello all'interno della sua auto. Si pensa subito a una morte naturale dopo un amplesso con una prostituta. A Montalbano qualcosa non torna e, proprio per questo, decide di non chiudere subito il caso, ma di investigare. Il commissario, dopo aver interrogato i due netturbini e la moglie della vittima, ha come sospettato principale la svedese Ingrid Sjostrom: ma grazie alla sua collaborazione scoprirà che Rizzo, l'avvocato dell'ingegner Luparello, stava cercando di incastrarla. Rizzo ha approfittato della morte di Luparello per rovinare la sua reputazione. L'ingegner Luparello in realtà è morto nelle braccia del suo amante, Giorgio, che si è rivolto a Rizzo, il quale ne ha tratto immediato vantaggio politico. Per vendicare la memoria del suo amato, Giorgio uccide l'avvocato Rizzo prima di suicidarsi.
- Altri interpreti: Giorgio Lupano (Giorgio Zicari), Caterina Spadaro (Tana Montaperto), Bruno Torrisi (Saro Montaperto), Tullio Sorrentino (Pino Catalano), Angelica Ippolito (Angela Luparello), Pietro Biondi (questore Burlando), Fulvio D'Angelo (Gegé Gullotta), Pietro Montandon (avvocato Pietro Rizzo), Vittorio Di Paola (ingegnere Silvio Luparello)
- Nota: questo è l'unico episodio dove non compare Cesare Bocci, interprete di Mimì Augello.
- Ascolti Italia: telespettatori 6 476 000 – share 24,15%[4]

## Il cane di terracotta
- Tratto da Il cane di terracotta
- Diretto da: Alberto Sironi
- Scritto da: Andrea Camilleri, Francesco Bruni

### Trama
Il commissario riceve la confessione del boss Tanu 'u Greco, il quale vuole ritirarsi dall'organizzazione criminale mafiosa che non segue più l'antico codice d'onore. Ma la mafia non permette agli affiliati di andarsene e temendo che possa parlare lo uccide. Prima di morire il vecchio mafioso rivela a Montalbano l'esistenza di un arsenale di armi per la malavita nascosto in una grotta dove Montalbano trova due scheletri accanto ai quali ci sono un grosso cane di terracotta e un piattino con delle monete. Dopo che l'esame sugli scheletri rivela che sono stati uccisi, il commissario decide di investigare anche se sono passati cinquant'anni dall'avvenimento. Grazie all'aiuto determinante dell'anziano preside Burgio, suo vecchio amico, Montalbano scoprirà che i morti, Lisetta e Mario, erano due giovani uccisi, durante la guerra, da un sicario del padre di lei, possessivo e violento fino all'incesto; a sistemarli nella grotta col cane e le monete (seguendo la formula di un antico rituale arabo) era stato un comune amico, Lillo Rizzitano, alla cui famiglia apparteneva la grotta all'epoca e che ritorna appositamente a Vigata per raccontare tutto al commissario.
- Altri interpreti: Leopoldo Trieste (Calogero Rizzitano), Biagio Pelligra (commissario Valente), Fulvio D'Angelo (Gegé Gullotta)
- Ascolti Italia: telespettatori 6 397 000 – share 23,97%[4]

## La gita a Tindari
- Tratto da La gita a Tindari
- Diretto da: Alberto Sironi
- Scritto da: Andrea Camilleri, Francesco Bruni

### Trama
Arriva dal commissario un signore disperato perché non ha più notizie dei suoi anziani genitori, i coniugi Griffo. L'ultima volta erano stati visti su un pullman durante la gita che avevano fatto a Tindari, durante la quale avevano mostrato dei comportamenti strani. Davanti al portone del condominio dove vivevano i due, viene ritrovato il cadavere di un informatico, Nenè Sanfilippo. Tramite le indagini e con l'aiuto dell'amica Ingrid, Montalbano scopre la verità: la vittima aveva preso in affitto dai Griffo un villino isolato e lo utilizzava per aiutare il traffico di organi. Nel computer della vittima, Catarella scopre infatti materiale pornografico delle avventure del Sanfilippo con la moglie del dottor Isgrò, medico specializzato in trapianti, e una bozza di un romanzo fantascientifico che racconta sotto forma di metafora le losche trame del gruppo. Ma tutto il meccanismo era saltato quando Sanfilippo era stato trovato dal professor Isgrò a letto con sua moglie: il dottore non ne fu arrabbiato ma terrorizzato, poiché i due uomini non dovevano conoscersi pubblicamente. I due coniugi in gita a Tindari, si scoprirà in seguito, sono stati uccisi, mano nella mano, in una lontana campagna secondo uno stile di esecuzione mafiosa, per metterli a tacere; Sanfilippo aveva orchestrato la trappola, ignorando che avrebbe fatto la stessa fine poco dopo; il professore era stato risparmiato solo per la sua abilità. L'intervento poco ortodosso di Montalbano permette l'arresto dei malviventi; per evitare che lo scandalo sia insabbiato, il poliziotto rivela parte della storia all'amico giornalista Nicolò Zito, aggiungendo una seconda vicenda che lo ha impegnato. Il boss Balduccio Sinagra lo ha contattato per chiedergli di arrestare il nipote Iapichino, rifugiatosi in clandestinità; ma Montalbano lo trova già ucciso; il commissario intuisce che i Sinagra hanno tentato di fabbricarsi un alibi, ma lo volevano morto per i legami con la nuova mafia, avversa alla vecchia guardia; per contrastare questa mossa, Montalbano non denuncia il ritrovamento e in seguito lo racconta a Zito, demolendo l'alibi dei Sinagra. Inoltre, interrogando i partecipanti alla gita Mimì Augello conosce Beatrice Di Leo detta "Beba", con cui comincia una relazione duratura.
- Altri interpreti: Carmela Gentile (Beatrice "Beba" Di Leo), Costantino Carrozza (avvocato Guttadauro), Ferdinando Greco (Bonetti-Alderighi), Giovanni Moschella (Eugenio Ignazio Isgrò), Sebastiana Fichera (Assunta Baeri), Marcella Olivieri (Concetta Lo Mascolo), Ciccino Sineri (don Balduccio Sinagra)
- Ascolti Italia: telespettatori 7 357 000 – share 29,65%[4]

## Tocco d'artista
- Tratto dal racconto Tocco d'artista in Un mese con Montalbano
- Diretto da: Alberto Sironi
- Scritto da: Andrea Camilleri, Francesco Bruni

### Trama
Di prima mattina, Catarella annuncia telefonicamente al commissario Montalbano che l'orafo Alberto La Russa si è suicidato nel proprio laboratorio all'interno della sua casa e che sul luogo si trova l'agente Galluzzo. Nella stessa notte l'elettricista e usuraio Ignazio Cucchiara viene trovato assassinato a Vigàta e del caso si occupa Mimì Augello, il vice di Montalbano. Parlando prima con l'amica Anna Tropeano che ha trovato il cadavere, poi con la donna delle pulizie di La Russa, Maria Antonietta Vullo, scopre che La Russa si era invalidato con una caduta da cavallo. Altre informazioni le ottiene da Filippo Alaimo, un contadino vicino di Alberto, che soffrendo d'insonnia testimonia di aver visto la notte della morte un'auto andarsene a tutta velocità dalla casa del fatto. Una volta giunta Livia al funerale, Montalbano si rende conto che la morte non è nello stile della vittima. Dal sostituto procuratore Lo Verde riesce a ottenere un altro giorno per le indagini; grazie a una nuova perquisizione della casa, trova un album di fotografie con alcune strappate a metà, oltre a una pistola e a un testamento olografo, il cui unico beneficiario è il fratello Giacomo. Allo stesso tempo a lui è attribuita l'auto che andava via dall'abitazione di Alberto. Dopo aver fatto analizzare il testamento dal perito calligrafico Boscarino, scopre che questo è falso: viene fatto arrestare Giacomo, che si dichiara innocente e inoltre nega inizialmente di aver litigato con il fratello. Poco dopo però una testimone, Angela Bonocore, afferma di aver ascoltato un litigio violento provenire dalla casa di La Russa; l'ulteriore conferma viene dall'amica Anna, che aveva già trovato il cadavere, la quale riporta la notizia della zia che aveva visto un'auto scura entrare poco prima delle due di notte nella casa del vicino. Montalbano risolve il caso scoprendo innanzitutto che Alberto non si è invalidato per la caduta da cavallo ma per la caduta da una scala durante una discussione con Giacomo, e poi tramite l'analisi delle impronte digitali sulla pistola sequestrata durante la perquisizione in casa di Alberto, che essa è stata usata da Giacomo per uccidere Ignazio Cucchiara, colpevole di aver sottoposto a usura e per questo minacciato Emma Morpurgo, ex fidanzata sia di Alberto che di Giacomo (la discussione che portò all'accidentale caduta di Alberto fu dovuta alle divergenze sentimentali dei due fratelli innamorati della stessa donna), la quale ritrovatasi piena di debiti lasciati dal marito defunto, si è rivolta a Cucchiara per un prestito di denaro. Giacomo, evidentemente ancora innamorato di Emma (che a sua volta e nonostante tutto si sente ancora di ricambiare l'amore), si è reso disponibile ad aiutarla economicamente rischiando di prosciugare il proprio conto corrente, per questo si è rivolto al fratello molto più benestante di lui per ottenere la somma necessaria, ma Alberto rifiuta e per questo motivo ne nasce la lite riferita dai testimoni. Tuttavia Alberto si è suicidato davvero, architettando la sua morte nei minimi dettagli e costruendo il falso testamento per far ricadere la colpa su Giacomo, il tutto per vendicarsi della caduta che egli credeva fosse stata causata dal fratello, e per essersi intromesso nella sua relazione con Emma. A questo punto Giacomo ha capito che si poteva risolvere la questione solo con l'omicidio di Cucchiara. Raggiunto a casa sua da Montalbano, viene nuovamente arrestato e quindi riportato in carcere, non prima di rivedere (e di baciare) per l'ultima volta Emma.
- Altri interpreti: Ileana Riganò (Emma Morpurgo), Bianca Maria D'Amato (Anna Tropeano), Antonino Bellomo (notaio Antuofermo), Pippo Montalbano (giudice Lo Verde), Luigi Maria Burruano (Giacomo Larussa), Giuseppe Santostefano (avvocato Palillo), Giovanni Speciale (perito Boscarino).
- Nota: nel racconto originale non è presente l'indagine sull'omicidio di Ignazio Cucchiara.
- Ascolti Italia: telespettatori 6 311 000 – share 23,75%[4]

## Il senso del tatto
- Tratto dai racconti Amore e fratellanza e Sequestro di persona in Gli arancini di Montalbano
- Diretto da: Alberto Sironi
- Scritto da: Andrea Camilleri, Francesco Bruni, Salvatore De Mola

### Trama
Il commissario indaga sulla morte di Enea Silvio Piccolomini, un signore cieco, morto per la somministrazione di una dose eccessiva del medicinale che prendeva. La vicenda ha risvolti imprevisti. Con la sua Livia e Orlando, il grosso cane terranova del Piccolomini, Montalbano va sull'isola di Levanzo ufficialmente per godersi un paio di giorni di riposo, in realtà per parlare con la sorella del Piccolomini che gestisce una locanda sul posto, e la vacanza diventa presto l'opportunità per approfondire le ricerche. Scoprirà che l'ente benefico per gli anziani e disabili che accudiva il Piccolomini era solo una copertura per il trasporto clandestino della droga, nascosta abilmente nel bastone da passeggio che l'anziano portava, e che il cane Orlando era stato appositamente addestrato per aggredire sistematicamente i cani antidroga e far passare indenne il padrone.
- Altri interpreti: Carmelo Di Mazzarelli (Enea Silvio Piccolomini), Marco Cavallaro (Tortorella), Lucia Sardo (Ignazia Piccolomini), Rosario Minardi (Giuseppe Tarantino), Andrea Tidona (Mario Di Stefano)
- Ascolti Italia: telespettatori 9 352 000 – share 33,51%[4]
- Nota: rispetto al testo da cui è tratto, Camilleri ha corretto il piccolo errore in cui era incappato, facendo morire il cieco con i vapori di una bombola di gas propano liquido; questo infatti è infiammabile, ma non tossico. La verità "scientifica" è stata ristabilita a seguito di una segnalazione dei Vigili del Fuoco.[5]

## Gli arancini di Montalbano
- Tratto dai racconti Gli arancini di Montalbano e Stiamo parlando di miliardi in Gli arancini di Montalbano
- Diretto da: Alberto Sironi
- Scritto da: Andrea Camilleri, Francesco Bruni, Salvatore De Mola

### Trama
Siamo a fine anno e il commissario, che riceve inviti da ogni parte per il cenone di Capodanno, non avrebbe proprio voglia di andare a Parigi con Livia. Tra gli altri è stato invitato da Adelina, la signora che gli prepara i pranzi e gli sistema la casa, contenta di poter festeggiare la fine dell'anno con i due figli che sono contemporaneamente ed eccezionalmente fuori di prigione. L'indagine riguarda la morte, che si vuole far passare per un semplice incidente, della signora e del signor Pagnozzi, precipitati con la loro auto in un burrone. Il commissario risolverà il caso anche con l'aiuto di Pasquale, uno dei figli di Adelina, nel frattempo tornato in galera per furto nella villa dei coniugi morti nell'incidente: il colpevole è Calogero Picone detto Gerry, figlio illegittimo dell'uomo nato dalla relazione con una bella domestica, che ha sempre odiato il padre, e la di lui compagna e figlio, poiché hanno preso i posti che spettavano a lui e alla madre, costringendoli invece a una vita di stenti. Arrivato alla soluzione del caso il commissario farà scarcerare momentaneamente Pasquale per accompagnarlo a partecipare alla festa di fine anno e avere quindi l'occasione di poter assaporare i prelibati arancini di Adelina.
- Altri interpreti: Francesco Foti (Calogero Picone), Fabio Costanzo (Pasquale), Gigio Morra (giudice Scognamiglio), Ciccino Sineri (don Balduccio Sinagra)
- Nota: il personaggio di Calogero Picone (figlio di Pagnozzi) non è presente nel testo originario, dove il colpevole è l'unico figlio legittimo Giacomo Pagnozzi, che nell'episodio è solo un sospettato.
- Ascolti Italia: telespettatori 9 892 000 – share 34,45%[4]

## L'odore della notte
- Tratto da L'odore della notte
- Diretto da: Alberto Sironi
- Scritto da: Andrea Camilleri, Francesco Bruni, Salvatore De Mola

### Trama
Il ragioniere Emanuele Gargano è scomparso e con lui tutti i soldi che molti cittadini di Vigàta gli avevano affidato sperando di investirli fruttuosamente. Insieme a lui anche un giovane, Giacomo Pellegrino, che lo aiutava nell'attività, non ha lasciato traccia. Il commissario quindi può contare su due donne che lavoravano con Gargano; la prima è una studentessa che aveva intuito che qualcosa non quadrava, l'altra invece è la segretaria che è convinta dell'innocenza del ragioniere. Montalbano, dopo numerosi indizi, scoprirà che Gargano, dopo aver rubato il denaro e ucciso il suo complice, ovvero il suo giovane aiutante e amante, si è recato nella casa della sua segretaria in cerca di rifugio e conforto e lei, dispiaciuta per lui e per evitargli di soffrire, lo ha ucciso.
- Altri interpreti: Daniela Marazzita (Maria Stella Cosentino), Claudia Fichera (Michela Manganaro), Leandro Amato (Emanuele Gargano), Simone Montedoro (Giacomo Pellegrino), Hamza Choukri (François), Gigio Morra (giudice Scognamiglio)
- Ascolti Italia: telespettatori 8 673 000 – share 30,37%[4]

## Gatto e cardellino
- Tratto dai racconti Il gatto e il cardellino in Gli arancini di Montalbano e Una gigantessa dal sorriso gentile in Un mese con Montalbano
- Diretto da: Alberto Sironi
- Scritto da: Andrea Camilleri, Francesco Bruni, Salvatore De Mola

### Trama
A Vigàta nell'arco di pochi giorni tre vecchiette vengono assalite da un ladro su una moto con il casco, che spara ma non riesce mai a uccidere. Il commissario scoprirà che sparava a salve solo per creare dei precedenti per uccidere poi veramente una ricca signora. Questa signora teneva molto a cuore il suo gatto e il cardellino, grazie ai quali il commissario scopre come sono in realtà andate le cose. L'esecutore materiale è un pregiudicato difeso anni prima dal marito della vittima, avvocato penalista, che è la mente dietro le aggressioni e l'omicidio. Nel corso dell'indagine il vicecommissario Augello appare solo sporadicamente essendo in licenza matrimoniale. Viene sostituito da Barbara, amica di infanzia di Montalbano, che ha appena vinto il concorso in polizia e che porterà un po' di scompiglio in commissariato poiché è una donna molto bella e Augello, Fazio e Montalbano sono attratti da lei. Fazio se ne innamora da subito ma non ha il coraggio di dirle ciò che prova. Tutti insieme indagheranno sul caso della scomparsa del dottor Landolina, noto ginecologo maritato e segretamente donnaiolo. Il dottore ha messo incinta una giovane paziente, Mariuccia, soffocata da una famiglia culturalmente arretrata e conservatrice. Insieme Barbara, Fazio e Montalbano libereranno Mariuccia dalle grinfie del padre, per affidarla a una comunità diretta da un prete. Montalbano scopre anche che la signora Landolina ha fatto una sostanziosa donazione all'associazione e intuisce che il dottore non è morto e ha pianificato la scomparsa con la moglie; corso all'aeroporto riesce a rintracciare i coniugi,  se ne va lasciandoli partire. Al termine dell'indagine, Montalbano e Augello trascorrono insieme la sera dell'addio al celibato di quest'ultimo e Fazio troverà il coraggio di invitare Barbara a uscire per andare a ballare.
- Altri interpreti: Mariacristina Marocco (Barbara Bellini), Erika Ferrara (Mariuccia Coglitore), Gigio Morra (giudice Scognamiglio), Giorgio Bongiovanni (padre Vassallo)
- Ascolti Italia: telespettatori 9 795 000 – share 32,84%[4]

## Il giro di boa
- Tratto da Il giro di boa
- Diretto da: Alberto Sironi
- Scritto da: Andrea Camilleri, Francesco Bruni, Salvatore De Mola

### Trama
Il commissario Montalbano non passa un bel momento, disturbato dalle notizie che provengono da Genova, e pensa addirittura alle dimissioni dalla polizia. Durante la solita nuotata, ritrova un cadavere a cui cerca di dare un'identità e lo stesso giorno assiste all'arrivo di una barca di clandestini tra i quali c'è un bambino che tanto gli ricorda François. Pochi giorni dopo scopre che quel bambino ha perso la vita e lui poteva certamente evitargli questa fine, avendo notato la resistenza che il bambino provava verso la “madre”. Grazie alle confidenze dell'amica svedese Ingrid, ex amante dell'uomo trovato cadavere, il commissario trova un denominatore comune tra le due storie: un'organizzazione criminale nordafricana che opera nella tratta di bambini ed effettua regolarmente sbarchi in Sicilia, nascondendoli come salvataggi umanitari con la collaborazione di elementi del posto; il bambino aveva capito e tentato la fuga, e per questo è stato ucciso; l'uomo trovato cadavere era il responsabile locale della tratta, già dato per morto un anno prima e giustiziato dal capo per aver alzato troppo la testa e attirato l'attenzione. Alla fine Montalbano e la sua squadra riescono a smantellare questa rete di traffici di esseri umani, ma il commissario rimane ferito.
- Altri interpreti: Giovanni Argante (Calogero Marzilla), Elia Schilton (Sozio Melato), Aldo Mangiù (Ciccio Albanese), Gianna Piaz (Pina Bausan), Fabrizio Ferracane (dottor Mendolia).
- Ascolti Italia: telespettatori 8 800 000 – share 33,24%[4]

## Par condicio
- Ispirato ai racconti Par condicio in Un mese con Montalbano e Catarella risolve un caso in Gli arancini di Montalbano
- Diretto da: Alberto Sironi
- Scritto da: Andrea Camilleri, Francesco Bruni, Salvatore De Mola

### Trama
Il commissario da una parte si trova a gestire l'inasprimento dei rapporti delle due grandi famiglie mafiose di Vigàta (Sinagra e Cuffaro), dall'altra è impegnato nella ricerca di una ragazza ucraina, Eva Ljubin, badante di un  vecchio professore; seguendone le tracce si inoltra nella campagna siciliana e presso una stazione ferroviaria abbandonata trova Biagio, un disabile mentale che, dopo aver superato le sue paure, racconta che la ragazza è stata portata via da un pastore che ogni tanto passa in zona con il suo gregge. Una volta trovatala, Montalbano scopre che la guerra di mafia scatenatasi tra le famiglie non è dovuta a questioni di successione al potere, ma perché la giovane straniera s'era innamorata, ricambiata, del marito di Mariuccia Cuffaro, figlia di uno dei capi della famiglia, scatenandone la gelosia e quindi l'eliminazione fisica. Il commissario convoca una sorta di summit tra i boss dei Sinagra e dei Cuffaro, dove spiega la verità e pretende la fine delle vendette e la confessione dell'esecutore materiale. Questi va a trovarlo su suggerimento (ovvero ordine) del suo boss e racconta tutto. Montalbano e Fazio non possono però salvare la Cuffaro, che vistasi scoperta si suicida gettandosi nel vuoto dall'alto della cava di marmo di famiglia. Poco prima, in un blitz nel covo di montagna del cosiddetto "puparo", il pastore che ha sequestrato Eva, il provvidenziale intervento dell'agente Catarella, durante il conflitto a fuoco con Montalbano e tutta la sua squadra, riesce a neutralizzarlo. È lo stesso commissario a liberare Eva e a portarla in ospedale dove viene ricoverata e curata.
- Altri interpreti: Cinzia Maccagnano (Mariuccia Cuffaro), Alexandra Dinu (Eva Ljubin), Ciccino Sineri (don Balduccio Sinagra), Angelo Tosto (Biagio Cocuzza).
- Ascolti Italia: telespettatori 8 464 000 – share 31,77%[4]

## La pazienza del ragno
- Tratto da La pazienza del ragno
- Diretto da: Alberto Sironi
- Scritto da: Andrea Camilleri, Francesco Bruni, Salvatore De Mola

### Trama
Su una strada fuori Vigata viene trovato lo scooter abbandonato di una ragazza, Susanna Mistretta, che in quel periodo sta passando un momento difficile per la depressione della madre, ormai in fin di vita. Il Commissario trova nel suo fidanzato Francesco un valido aiuto per diradare le ombre su quello che sembra subito uno strano rapimento. Dopo che i rapitori mandano una foto della ragazza prigioniera, grazie all'ingrandimento di questa e alle testimonianze di una donna costretta a prostituirsi per pagare le cure al marito disabile, Montalbano scopre che il rapimento è stato solo una messinscena architettata dalla ragazza stessa e dallo zio di lei, innamoratosi da giovane della cognata e quindi desideroso di prostrare economicamente e politicamente il fratello di lei, causa della sua depressione che l'ha portata a ritirarsi dalla vita.
- Altri interpreti: Maurizio Marchetti (Carlo Mistretta), Biagio Pelligra (commissario Valente), Clelia Rondinella (prostituta), Federica De Cola (Susanna Mistretta), Alessandro Rugnone (Francesco Lipari)
- Ascolti Italia: telespettatori 8 241 000 – share 30,44%[4]

## Il gioco delle tre carte
- Tratto dai racconti Il gioco delle tre carte, Sostiene Pessoa, Come fece Alice e Una mosca acchiappata al volo in Gli arancini di Montalbano
- Diretto da: Alberto Sironi
- Scritto da: Andrea Camilleri, Francesco Bruni, Salvatore De Mola

### Trama
Un anziano imprenditore edile viene ucciso, investito da un'auto. Il commissario Montalbano viene a sapere che questi aveva lavorato in passato come capomastro per un giovane architetto che, vent'anni prima, era stato accusato e condannato per l'omicidio del suo socio nonché marito della sua amante. L'architetto era stato scarcerato poche settimane prima. Nel frattempo, uno straniero misterioso viene trovato ucciso da un colpo di pistola alla nuca non lontano da un casolare isolato. Grazie all'insistenza del cugino dell'imprenditore, Montalbano inizia a sospettare che fra la morte del capomastro e la scarcerazione dell'architetto vi sia un legame. Lentamente la complessa storia si dipana rivelando che anche il misterioso straniero è coinvolto nella ventennale storia d'amore e d'affari.
- Altri interpreti: Simona Cavallari (Renata Di Mora), Valeria Milillo (Virginia Pennisi), Barbara Tabita (Cloris Tarantino), Stefano Dionisi (Rocco Pennisi), Nuccio Vassallo (cugino di Pennisi), Gilberto Idonea (Ciccio Monaco), Gigio Morra (giudice Scognamiglio), Paride Benassai (Xavier Granieri/Salvatore Lumia)
- Ascolti Italia: telespettatori 8 850 000 – share 31,79%[4]

## La vampa d'agosto
- Tratto da La vampa d'agosto
- Diretto da: Alberto Sironi
- Scritto da: Andrea Camilleri, Francesco Bruni, Salvatore De Mola

### Trama
In una calda giornata d'agosto, il commissario Montalbano è a pranzo nella bella villetta sul mare che Augello ha affittato per le ferie, a Montereale Marina. Durante il pranzo, però, non si trova il piccolo Salvo; Montalbano corre a cercarlo e lo trova in un cunicolo in giardino, cunicolo che rivelerà una grande sorpresa: un intero appartamento sotterraneo abusivo ed un baule contenente il cadavere di Rina, una ragazza scomparsa 6 anni prima. Il commissario inizia le indagini affiancato dalla gemella della vittima, la bella Adriana, che lo seduce fino a fargli perdere la testa per riuscire a scoprire chi ha ucciso la sorella e vendicarsi.
- Altri interpreti: Serena Rossi (Rina/Adriana Morreale), Gaetano Aronica (Lozupone), Vincenzo Peluso (geometra Michele Spitaleri), Dario Veca (capocantiere)
- Ascolti Italia: telespettatori 9 219 000 – share 37,50%[6]

## Le ali della sfinge
- Tratto da Le ali della sfinge
- Diretto da: Alberto Sironi
- Scritto da: Andrea Camilleri, Francesco Bruni, Salvatore De Mola

### Trama
Il commissario Montalbano non sta passando un periodo semplice con Livia: continui litigi, incomprensioni dovute a distanza e nervosismo. Una mattina viene chiamato in una spiaggia dove è stato trovato il cadavere di una ragazza nuda con il volto devastato da un proiettile. Unico segno distintivo: una farfalla tatuata sulla spalla, che potrebbe favorire l'identificazione. Montalbano è abbastanza svogliato inizialmente ma il caso lo trascina visto che ci sono altre ragazze con lo stesso tatuaggio sulla spalla, tutte provenienti dall'Europa dell'est e che hanno trovato lavoro e aiuto grazie all'associazione cattolica "La buona volontà", che le ha salvate da un destino di prostituzione. E mentre l'inchiesta va avanti il commissario è incalzato da ogni parte: dal vescovo, che non ammette ombre su "La buona volontà", dal questore, che non vuole dispiacere il vescovo, da Livia, che vuole partire con lui per ritrovarsi.
- Altri interpreti: Giorgio Bongiovanni (Costantino Morabito), Giuseppe Caponnetto (Beniamino Graceffa), Kristina Novikova (Irina), Maurizio Donadoni (padre Pinna), Nellina Laganà (Ciccina Picarella), Valbona Malaj (Katia), Tullio Sorrentino (tenente dei carabinieri), Antonio Marfella (professor Leontini)
- Ascolti Italia: telespettatori 8 721 000 – share 30,97%[7]

## La pista di sabbia
- Tratto da La pista di sabbia
- Diretto da: Alberto Sironi
- Scritto da: Andrea Camilleri, Francesco Bruni, Salvatore De Mola

### Trama
Montalbano, una mattina, si alza, spalanca le persiane della sua camera e la prima cosa che vede è il cadavere insanguinato di un cavallo sulla riva. Il commissario ha appena il tempo di convocare i suoi uomini e il cavallo è sparito, rimane solo il segno del suo corpo sulla sabbia e uno dei suoi ferri che distrattamente il commissario ha messo in tasca all'accappatoio. Quello stesso giorno una donna "forestiera", Rachele Estermann, denunzia al commissario di Vigàta il furto del suo cavallo Super mentre nelle scuderie di Saverio Lo Duca, uno degli uomini più ricchi della Sicilia, un altro purosangue è svanito nel nulla. Lo scenario della vicenda è il mondo delle corse clandestine, passatempo preferito di una certa aristocrazia terriera che scommette forte. È in questo ambiente dorato che Montalbano deve indagare, perché, dopo il cavallo, viene trovato cadavere anche un custode delle scuderie. Fra maggiordomi in livrea, baroni e contesse Montalbano è un po' a disagio, mentre "ignoti" entrano una, due, tre volte nella casa di Marinella: non rubano niente ma mettono tutto sottosopra, sembrano cercare qualcosa. Ma cosa? Montalbano non resta insensibile alle avance della "forestiera", alla quale è stato "raccomandato" dalla comune conoscente Ingrid, ma alla fine riesce a farla interessare al suo vice Mimi Augello, sempre vulnerabile al fascino femminile.
- Altri interpreti: Mandala Tayde (Rachele Estermann), Domenico Gennaro (Ciccio Bellavia), Gigio Morra (giudice Scognamiglio)
- Ascolti Italia: telespettatori 7 585 000 – share 27,26%[8]

## La luna di carta
- Tratto da La luna di carta
- Diretto da: Alberto Sironi
- Scritto da: Andrea Camilleri, Francesco Bruni, Salvatore De Mola

### Trama
In una casa alla periferia di Vigata viene trovato morto Angelo Pardo, informatore scientifico, con un colpo di pistola in fronte e i pantaloni abbassati. In seguito Montalbano scopre che Pardo era un medico poi radiato dopo la scoperta di un aborto clandestino da lui praticato e che era coinvolto nel traffico di droga per conto di una famiglia mafiosa locale. Le indagini sembrano indirizzarsi verso la pista passionale. Montalbano si trova davanti due forti figure femminili: Michela Pardo, morbosamente attaccata al fratello e piena di livore nei confronti di Elena Sclafani, ex-amante di Angelo Pardo, giovane donna sfrontata e sensuale che nasconde tuttavia un tormentato passato di tossicodipendenza. Montalbano indaga su Elena, la quale tuttavia non fa assolutamente nulla per discolparsi dall'accusa di omicidio: vengono ritrovate alcune sue lettere in cui essa manifesta la propria gelosia nei confronti di Angelo, anche se poi si scopre che essa le aveva scritte sotto dettatura di quest'ultimo, intenzionato a far desistere la sorella dall'osteggiare la propria relazione con Elena. Il commissario tuttavia rifiuta le facili scorciatoie e, mettendo insieme tutti gli elementi raccolti (i file ritrovati nel computer portatile di Pardo, la chiave di una cassetta di sicurezza blindata portatile, gli ingenti depositi bancari del defunto, la bara per la sepoltura rivelatasi stranamente troppo grande), riesce alla fine a mettere alle strette il vero colpevole dell'omicidio.
- Altri interpreti: Francesca Chillemi (Teresa Sciacca), Pia Lanciotti (Michela Pardo), Antonia Liskova (Elena Sclafani), Giovanni Visentin (giudice Tommaseo)
- Ascolti Italia: telespettatori 8 209 000 – share 28,98%[9]

## Il campo del vasaio
- Tratto da Il campo del vasaio e Il ladro di merendine
- Diretto da: Alberto Sironi[10]
- Scritto da: Andrea Camilleri, Francesco Bruni, Salvatore De Mola

### Trama
Questa volta a svegliare il commissario Montalbano non è il solito Catarella, ma un insistente bussare alla porta di casa. Montalbano, infuriato per il sonno interrotto non riesce a trovare i vestiti e va ad aprire in pigiama, trovandosi di fronte il questore Bonetti-Alderighi che, disperato e piangente, chiede di essere nascosto in casa sua. Montalbano si convince che il questore deve essere impazzito tanto più quando gli annuncia che la mafia ha preso il potere politico con Salvatore Riina divenuto presidente del consiglio. Dopo essere andato in bagno a prendere un asciugamano, che il questore (tutto bagnato per il forte maltempo) gli aveva chiesto per asciugarsi, appena esce si spaventa ritrovandosi esattamente Riina davanti all'uscio di casa proponendogli a Montalbano la carica di ministro degli interni sotto minaccia di una pistola puntata addosso. A un certo punto compare Catarella dalla porta che minaccia anch'egli di sparargli se accetterà la proposta del capomafia: «Si vossia dottori ci dici di sì a quisto dilinquenti io l'ammazzo di pirsona pirsonalmente». Montalbano rimane perplesso e preoccupato perché è consapevole di ritrovarsi in bivio, dove qualunque risposta darà sarà morte certa. A un certo punto entrambi gli sparano un colpo; in realtà non è un colpo di pistola bensì il rumore delle persiane sbattute dal vento, che sveglia Montalbano dal suo sogno. Il commissario a poco a poco riprenderà il sonno che sarà interrotto ancora una volta da un continuo suonare del campanello della porta di casa. Questa volta si tratta proprio di Catarella che annuncia al commissario il solito ritrovamento di un morto. Sotto un incessante diluvio e tra varie imprecazioni il commissario e i suoi uomini, tra cui un ingrugnato Mimì Augello, riusciranno a recuperare un cadavere fatto a pezzi e seppellito in un campo di un contadino. A complicare l'indagine c'è lo strano comportamento di Mimì Augello, il vice di Montalbano, divenuto scontroso e litigioso, che sta amareggiando la vita a tutti nel commissariato di Vigata. Il commissario scopre inoltre che Mimì mente alla moglie dicendo di essere impegnato in azioni che lo tengono impegnato per tutta la notte e incarica la sua amica svedese Ingrid di pedinarlo per scoprire cosa stia combinando. L'indagine, già complicata per l'impossibilità di identificare il cadavere ritrovato, diviene ancora più intricata per la denuncia da parte della bella Dolores della scomparsa del marito, ufficiale marittimo, imparentato con la famiglia mafiosa di Balduccio Sinagra. Si scoprirà che Dolores è l'amante di Mimì ed è la causa del suo cambiamento. Montalbano scopre che il morto del Critaro è il marito di Dolores, Giovanni Alfano. Grazie alle indagini si scoprirà che è stato ucciso dalla moglie e dall'amante Pecorini. I due amanti hanno ucciso Alfano per essere liberi di consumare la loro storia, e allo stesso tempo hanno tentato di controllare le indagini indirizzando Augello a credere che fosse opera della famiglia Sinagra, per vendicarsi di don Balduccio Sinagra che aveva ordinato la fine della loro relazione anni prima.
- Altri interpreti: Gigio Morra (Salvatore Riina) Belén Rodríguez (Dolores Gutierrez), Tuccio Musumeci (cavalier Pintacuda), Vincenzo Failla (Tanino), Costantino Carrozza (avvocato Guttadauro)
- Ascolti Italia: telespettatori 9 561 000 – share 32,59%[11]

## La danza del gabbiano
- Tratto da La danza del gabbiano
- Diretto da: Alberto Sironi
- Scritto da: Andrea Camilleri, Francesco Bruni, Salvatore De Mola

### Trama
Un Montalbano disilluso, alzatosi di prima mattina, assiste sulla spiaggia alla morte di un gabbiano, notando che l'agonia assomiglia a una danza. Ma il tempo stringe e Montalbano si reca in commissariato, dove il proprietario di alcuni pescherecci di Vigata si presenta nel suo ufficio, dicendogli «di sospettare» che due dei suoi pescherecci siano implicati in un traffico di droga. Montalbano gli promette che indagherà e, appena congedato l'uomo, viene raggiunto dal padre dell'ispettore Fazio per avere notizie di suo figlio, che non si è presentato al loro appuntamento. Fazio infatti avrebbe dovuto accompagnare il padre a fare delle analisi, ma dalla sera prima, dopo aver ricevuto una telefonata da Montalbano che chiedeva la sua presenza al porto, non ha più dato notizie di sé e ha il cellulare spento. Non avendo chiamato il poliziotto la sera prima, Salvo capisce che qualcosa non va e mente al padre, dicendo di averlo mandato a compiere una missione riservata e che lo rivedrà presto. Il padre, rassicurato, esce dall'ufficio, mentre Salvo chiama Mimì e lo informa della sparizione di Fazio. Per il commissario, Fazio stava probabilmente seguendo un'indagine privata della quale nessuno era al corrente e qualcosa deve essere andato storto. Montalbano e Mimì, dopo essersi recati al porto, ricevono una soffiata che gli rivela che l'ispettore Fazio è stato visto l'ultima volta sul monte Scibetta, vicino a un pozzo, in compagnia di alcune persone. Montalbano e Mimì, temendo il peggio, salgono sul monte Scibetta e, aperto il pozzo, trovano due cadaveri, ma non l'ispettore, che verrà trovato poco dopo all'interno di una caverna, ferito e spaventato. L'ispettore, dopo essere stato trasportato all'ospedale, rivela al commissario di essere andato al porto per incontrare un suo amico di infanzia, Filippo Manzella, che aveva da fargli delle rivelazioni. Una volta arrivato, Fazio era stato circondato e portato sul monte Scibetta da un gruppo di persone che avevano poi tentato inutilmente di gettarlo nel pozzo. Avendo scoperto che Manzella era uno dei due cadaveri trovati nel pozzo, Salvo sa che non può essere stato lui ad aver avvisato Fazio e comincia ad indagare sulla vita dell'uomo, trovando nel suo appartamento una lettera di Manzella indirizzata proprio a lui. Nella lettera Manzella rivela di aver scoperto grazie al suo telescopio un traffico d'armi capitanato da Franco Sinagra, che era anche il compagno, violento e molto geloso, della transessuale Giovanna, che anche lui frequentava abitualmente. Montalbano riesce a ottenere dal pubblico ministero Tommaseo il mandato di perquisizione per la casa di Sinagra, dove arresta l'uomo, dopo aver trovato la prova che lo incastra: il telescopio di Manzella.
- Altri interpreti: Ilenia Maccarrone (Angela), Sebastiano Rapisarda (Carmine Fazio), Giuseppe Di Maura (medico), Alfredo Li Bassi (Vittorio Carmona), Monica Dugo (signora Manzella), Morgana Gargiulo (la trans Giovanna Lonero), Raimondo Todaro (agente Sassu).
- Ascolti Italia: telespettatori 9 032 000 – share 31,20%[12]

## La caccia al tesoro
- Tratto da La caccia al tesoro e dal racconto La sigla in Un mese con Montalbano
- Diretto da: Alberto Sironi
- Scritto da: Andrea Camilleri, Francesco Bruni, Salvatore De Mola

### Trama
Nel commissariato di Vigata non c'è proprio niente da fare. Catarella s'impegna senza speranza nella soluzione di cruciverba e rebus e Montalbano leggicchia un romanzo di Simenon. Infatti in un vecchio palazzo abitato da due anziani bigotti, i fratelli Gregorio e Caterina Palmisano, le cui manie religiose sono ormai arrivate al culmine della pazzia, il vecchio allucinato si è messo a sparare dalla finestra; Montalbano, a sfida del suo sentirsi ormai vecchio, arrampicandosi pericolosamente su per una scala dei pompieri riesce a rendere inoffensivo il vecchio pazzo. Nel palazzo fatiscente, in una foresta di crocefissi di ogni fattura illuminata da innumerevoli lumini, Montalbano crede di avere scoperto una giovane uccisa, ma si accorge che si tratta di una consunta bambola gonfiabile ormai malridotta dal prolungato uso, senza un occhio e con un buco riparato alla meglio. Ricoverati i due fratelli, l'inerzia sembra tornata nel commissariato di Vigata quando giunge la notizia di un cadavere ritrovato in un cassonetto: non è il corpo di una vittima, ma di un'altra bambola identica a quella rinvenuta nel palazzo dei fratelli Palmisano. In quegli stessi giorni il commissario riceve una strana lettera anonima dove lo si sfida, con indovinelli in versi, a una caccia al tesoro che, per curiosità e perché non ha altro da fare, accetta. Dopo due o tre indizi gli nasce il sospetto che il gioco nasconda qualcosa di pericoloso e di folle. Purtroppo il suo fiuto da "sbirro" non lo inganna.
- Altri interpreti: Dajana Roncione (Alba Carraro/Ninetta), Giovanni Visentin (giudice Tommaseo)
- Nota: alla storia originale della Caccia al tesoro è stata aggiunta quella del racconto corto La sigla[13], in cui Montalbano risolve l'omicidio di un vagabondo sulla spiaggia grazie alle tre lettere "P O E" scritte dalla vittima sulla sabbia. L'adattamento è stato criticato per la mancanza di elementi importanti per capire la storia[14].
- Ascolti Italia: telespettatori 9 293 000 – share 31,37%[15]

## L'età del dubbio
- Tratto da L'età del dubbio
- Diretto da: Alberto Sironi
- Scritto da: Andrea Camilleri, Francesco Bruni, Salvatore De Mola

### Trama
Il commissario Montalbano fa un sogno  tragico ma allo stesso tempo ridicolo che però rivela come i due pensieri fissi degli ultimi anni lo accompagnino anche nel sonno: l'idea della morte e la sua relazione con Livia. Nel sogno si sta svolgendo il suo funerale e che sia morto glielo annuncia lo stesso Catarella a cui di solito è affidata questa comunicazione funebre dei morti ammazzati su cui si dovrà indagare. Alla cerimonia funebre assistono i soliti comprimari delle indagini di polizia: il dottor Pasquano che al solito si rifiuta scontrosamente di dare particolari sul morto prima di aver eseguito l'autopsia, il signor questore Bonetti-Alderighi che non autorizza Montalbano a indagare sulla sua stessa morte, l'amico Mimì Augello. Ci sono tutti ma manca quella che per prima dovrebbe essere presente alle esequie: la sua fidanzata Livia che, raggiunta per telefono dall'irritato defunto, gli annuncia che forse non farà in tempo a intervenire e che, per dirla tutta, approfitterà della sua morte, di questa occasione unica, per sentirsi libera da una relazione che si trascinava stancamente. Il forte rumore che sveglia Montalbano è causato dal temporale che agita il mare fino a lambire il terrazzino della sua casa. Il mare e il porto di Vigata diventano ora protagonisti in sottofondo della nuova indagine di Montalbano che riguarda due imbarcazioni ormeggiate una a fianco dell'altra: un potente motoscafo e il "Vanna", un lussuoso yacht il cui equipaggio ha trovato in mare un canotto con a bordo un uomo morto per avvelenamento. Montalbano insospettito chiederà la collaborazione alle indagini di un ufficiale della capitaneria di porto: Laura, una bella e intelligente giovane che farà perdere la bussola al commissario che si innamorerà, fortunatamente e inaspettatamente riamato, come un adolescente appassionato e geloso colpito dal classico colpo di fulmine.
- Altri interpreti: Isabella Ragonese (ten. Laura Belladonna), Ana Caterina Morariu (Roberta Rollo/Vanna Di Giulio), Caterina Vertova (Livia Giovannini), Paolo Gasparini (Mario Di Giulio), Pino Torcasio (sig. Scimè)
- Ascolti Italia: telespettatori 9 295 000 – share 32,45%[16]

## Il sorriso di Angelica
- Tratto da Il sorriso di Angelica
- Diretto da: Alberto Sironi
- Scritto da: Andrea Camilleri, Francesco Bruni, Salvatore De Mola

### Trama
Durante una notte vengono svaligiati la casa al mare e il villino dei coniugi Carlo e Caterina Peritore; la benestante coppia era stata addormentata con del gas, in modo che i ladri potessero con calma appropriarsi degli oggetti nella casa e delle chiavi del villino. Montalbano intuisce che i ladri dovevano ben conoscere tutte le abitudini delle vittime e riesce facilmente a collegare a questo un altro furto subito giorni addietro, nelle medesime modalità, dai coniugi Lojacono. Indagando, si scopre che le due vittime sono conoscenti e facente parte di una stretta cerchia di amici, che potrebbero essere, quindi, tutti potenziali vittime. I ladri non sembrano essere del posto ma, comunque, l'ottima organizzazione necessita di un basista, che sicuramente è anche il capo della banda e che, tramite una lettera anonima, lancia una vera e propria sfida al commissario. Difatti, le rapine continuano. Questa volta la subisce Angelica Cosulich, una dirigente dalla banca locale, della quale Montalbano resta estasiato. In un momento di crisi con la sua Livia, crisi dovuta all'atroce sospetto di un tradimento di lei nei suoi confronti, la giovane gli riporta alla mente la futile infatuazione giovanile per Angelica, la protagonista dell'Orlando furioso, opera di Ludovico Ariosto, e Montalbano, compreso che anche la giovane ricambia il suo interesse, si troverà a fronteggiare una crisi interiore dalla quale uscirà vincitore con difficoltà.
Il Commissario e i suoi colleghi stilano una lista di possibili future vittime: mentre sorvegliano una delle abitazioni sospette, si lasciano per poco sfuggire i ladri dopo una sparatoria. La cerchia di possibili colpevoli si restringe, e i sospetti si concentrano intorno ad alcuni amici appartenenti a questa élite di gente facoltosa. Nel frattempo viene rinvenuto un cadavere, e dopo questo fatto si viene a sapere che il mandante dei furti ha deciso di andare a rubare a casa dei suoi stessi amici. Il motivo va ben oltre il gesto di impadronirsi della refurtiva: il sospettato e strozzino Pierrera viene trovato morto suicida e la sua uccisione si rivela collegata agli altri fatti. Le indagini riveleranno che i genitori di Angelica erano deceduti molti anni prima in seguito alla mancata restituzione di una grossa somma di denaro e che colui che li ricattava era Pierrera. Angelica e il cugino quindi, aiutati da alcuni complici, hanno architettato la serie di furti per coprire il loro vero intento, quello di sottrarre a Pierrera la documentazione relativa alla sua attività di strozzino e quindi di incastrarlo. La donna però, dopo essersi pentita del suo gesto, rischierà la vita.
- Altri interpreti: Margareth Madè (Angelica Cosulich), Luciano Miele (sig. Pierrera), Hamza Choukri (François), Gabriele Gallinari (Giacomo)
- Ascolti Italia: telespettatori 9 630 000 – share 34,19%

## Il gioco degli specchi
- Tratto da Il gioco degli specchi
- Diretto da: Alberto Sironi
- Scritto da: Andrea Camilleri, Francesco Bruni, Salvatore De Mola

### Trama
La tranquilla Vigata viene scossa dall'esplosione di una bomba carta, fatta esplodere davanti a un magazzino vuoto. Subito si pensa a un avvertimento ma il commissario Montalbano non ne trova le ragioni. Il proprietario, un certo Angelino Arnone, nega di essere il destinatario di tale avvertimento, ma torna in commissariato, qualche giorno dopo, con una lettera minatoria che invece smentisce le sue tesi. Fiutando il tentativo di depistaggio, il commissario volge le sue attenzioni verso i due inquilini della casa sita in prossimità del magazzino. Uno è Carlo Nicotra, un pregiudicato e pezzo grosso del clan Sinagra, per il quale non sarebbero dovuti gli avvertimenti, essendo lui il boss, e l'altro, Stefano Tallarita, uno spacciatore al servizio dello stesso Nicotra, in carcere per scontare una pena. Con l'aiuto di Pasquale, figlio di Adelina, Montalbano capisce che destinatario dell'attentato potrebbe essere il figlio di Stefano, Arturo Tallarita, come ritorsione per le voci che girano riguardo a una presunta collaborazione del padre con la polizia. Ma anche questa si rivelerà una falsa pista. Nel frattempo, il commissario si trova alle prese con un altro mistero. Soccorrendo una sua vicina rimasta in panne, Liliana Lombardo, moglie di un ingegnere informatico, rappresentante di una grossa industria del settore, scopre che l'auto della stessa è stata sabotata e decide di accompagnarla al lavoro ogni giorno per tenerla d'occhio e capire cosa si cela dietro questa faccenda. La Lombardo accusa un ex-amante, che per infantilismo le adopera questi sfregi, ma Montalbano si accorge che la relazione tra i due è ancora in essere e scopre che l'amante di Liliana è Arturo, figlio di Stefano Tallarita. Pertanto, entrambi i casi sono collegati e Montalbano comincia a trarre le somme, ricostruendo anche che il proiettile trovato nella portiera della sua auto non era finito lì in seguito a uno scontro a fuoco, ma era stato indirizzato alla Lombardo, in uno dei loro viaggi di ritorno a casa.
- Altri interpreti: Barbora Bobuľová (Liliana Lombardo), Andrea Renzi (Adriano Lombardo), Giuseppe Di Maura (Melluso), Agata Juvara (Concetta Arnone), Aldo Mangiù (comandante dei pompieri), Fabio Costanzo (Pasquale)
- Ascolti Italia: telespettatori 9 948 000 – share 35,17%

## Una voce di notte
- Tratto da Una voce di notte
- Diretto da: Alberto Sironi
- Scritto da: Andrea Camilleri, Francesco Bruni, Salvatore De Mola

### Trama
Nel giorno del suo compleanno, il commissario si trova alle prese con un combattivo pirata della strada, Giovanni Strangio, che si rivelerà essere lo scapestrato figlio del Presidente della Provincia di Montelusa, Michele Strangio. Montalbano capisce di trovarsi dinanzi a serie rogne, soprattutto quando lo stesso Strangio si reca dal commissario per denunciare la scoperta del cadavere della fidanzata, Mariangela Carlesimo. Contemporaneamente, in uno dei più grandi supermercati di Vigata, viene scoperto un furto, che, però, mostra strane incongruenze. Montalbano, sottovalutando il caso, lo affida al suo vice, Augello, ma questo magazzino è, come noto a tutti i popolani, riconducibile alla famiglia Cuffaro, e nel consiglio di Amministrazione dello stesso, oltre svariate figure di comodo, svetta l'onorevole Mongibello, referente politico dei Cuffaro. Il dirigente del supermercato, un certo Guido Nicotra, viene trovato impiccato all'indomani della denuncia. Montalbano comincia a subire pressioni dall'alto, in quanto gli esponenti politici coinvolti nei due casi cominciano a essere infastiditi dai suoi atteggiamenti e dalle sue indagini; si troverà, quindi, costretto a forzare un po' la mano per risolvere questi due casi, agendo in un modo un po' insolito, che lo indurrà molto a riflettere.
- Altri interpreti: Antonio Milo (Luciano Sponses), Saverio Marconi (Michele Strangio), Giovanni Visentin (giudice Tommaseo), Rosario Minardi (Guido Nicotra)
- Ascolti Italia: telespettatori 10 223 000 – share 36,43%

## Una lama di luce
- Tratto da Una lama di luce
- Diretto da: Alberto Sironi
- Scritto da: Andrea Camilleri, Francesco Bruni, Salvatore De Mola

### Trama
Il commissario Montalbano fa un altro sogno strano: in mezzo a un vasto campo, è situata una bara con un cadavere. L'agente Catarella, farfugliando cose in latino, lo chiama per fargli riconoscere il cadavere, che risulterà essere quello del Questore Bonetti Alderighi. Giunto in commissariato gli si presentano i due casi da risolvere. Il primo caso riguarda una presunta rapina subita dalla signora Loredana Di Marta; il marito si reca in commissariato in sua vece, per sporgere denuncia, ma alcuni dettagli non sembrano quadrare. Interrogando l'amica della presunta vittima, Valeria Bonifacio, si intuisce che le due donne tramano qualcosa e vengono fuori strani amori, e vecchi e nuovi amanti della stessa Di Marta, ma tutte le prove incastrano, invece, il marito. Il secondo caso riguarda la denuncia di un anziano contadino che ha trovato una sua stalla in disuso chiusa con delle strane porte e finestre, lavori non commissionati da lui né eseguiti dai due fattori di origine tunisina dei quali l'anziano si serve. Recandosi sul luogo, il commissario trova una scena diversa, dove non v'è riscontro con quanto dichiarato dall'anziano. Guardandosi intorno, però si ritrovano segni di attività recente e di un grosso arsenale. Montalbano fa inviare i residui rinvenuti al nucleo antiterrorismo ma, nonostante gli venga ordinato di lasciar perdere, il commissario condurrà una piccola indagine parallela, che rischia di saltare perché un terzo tunisino, tenuto finora nascosto dagli altri, lo riconosce. Nel frattempo, il commissario deve anche fronteggiare una forte crisi di ansia che assale la sua compagna Livia, che inizia a sperimentare strani pesi e angosce. Quando la speranza di superare quel momento comincia a diventare forte, tutte le loro paure diverranno realtà.
- Altri interpreti: Dajana Roncione (Valeria Bonifacio), Valentina Reggio (Loredana Di Marta), Hamza Choukri (François)
- Nota: dall'intervista allo stesso Camilleri andata in onda prima dell'episodio, l'autore svela che un personaggio fondamentale che si muove sulla scena nel libro non è stato inserito nel film per rendere Montalbano, seguendo il trend cominciato già nelle serie precedenti, più umano, umile e sensibile e far sì che le sue vicissitudini somiglino sempre più a quelle della gente normale. Nella fattispecie, lo scrittore suggerisce che a Montalbano capiterà un avvenimento che lo destabilizzerà molto, come mai gli era successo negli episodi precedenti. È molto probabile che lo scrittore faccia riferimento all'assenza del personaggio di Maria Angela, Marian, la bella proprietaria di una galleria d'arte di Vigata per la quale il commissario, nel romanzo, prova un'attrazione molto seria, tanto da portarlo a mettere in dubbio il suo rapporto con l'eterna fidanzata Livia.
- Ascolti Italia: telespettatori 10 715 000 – share 38,13%

## Una faccenda delicata
- Tratto dai racconti Una faccenda delicata in Un mese con Montalbano e La povira Maria Castellino in Gli arancini di Montalbano.
- Diretto da: Alberto Sironi.
- Scritto da: Andrea Camilleri, Francesco Bruni, Leonardo Marini.

### Trama
Viene ammazzata una prostituta di 68 anni, sposata, che svolgeva la sua mansione in un piccolo appartamento. A primo impatto Mimì Augello si persuade che l'assassino sia un certo Mimmo Tavano, cliente della prostituta; dopo la morte di questi tuttavia Montalbano col suo intuito dirige le sue ricerche altrove. Il commissario scopre che la donna veniva molestata da un anziano affetto da una demenza senile parziale, e riuscirà a capire che molti anni prima la vittima aveva concepito con l'uomo il figlio di costui, Marco Rampolla, poiché la moglie legittima non poteva aver figli. L'anziano rivedeva nella donna l'immagine della moglie defunta, sovrapposta dalla breve relazione tra i due. Rampolla aveva scoperto chi era la sua vera madre ed era rimasto coinvolto: credendo che l'omicidio fosse stato commesso da suo padre, aveva deciso di creare un alibi per lui, facendolo ricoverare e corrompendo un infermiere (Tavano) per far sì che la data del ricovero risultasse precedente al delitto. Tavano aveva però scoperto il falso alibi e ricattato Rampolla, che lo aveva ucciso. Si scopre infine che il padre di Rampolla non è il colpevole, ma che la donna è stata uccisa dal preside del liceo, suo vecchio cliente e amico, innamorato di lei, che gestiva le sue finanze e che le doveva dei soldi.
- Altri interpreti: Miriam Dalmazio (Teresita Gaudenzio), Lollo Franco (Serafino Castellino), Sebastiano Tringali (preside Vasalicò), Ileana Riganò (Maria Castellino), Giancarlo Barbara (Mimmo Tavano), Rosario Lisma (Luca Castellino)
- Ascolti Italia: telespettatori 10 862 000 – share 39,06%[17]

## La piramide di fango
- Tratto da La piramide di fango
- Diretto da: Alberto Sironi
- Scritto da: Andrea Camilleri, Francesco Bruni.

### Trama
Il corpo senza vita di un uomo viene trovato nel cantiere dove viene costruita la nuova condotta idrica di Vigata. Il commissario, notando che l'uomo era in canottiera e mutande, intuisce subito che la vittima deve essere stata sorpresa dal suo assassino nella notte mentre dormiva, e che per questo motivo doveva abitare nelle vicinanze. Montalbano e il fedele Fazio si mettono a controllare le case nelle vicinanze, e dopo una breve ricerca trovano la sua abitazione e lo identificano. Si tratta di Gerardo Nicotra, contabile della stessa impresa edile, del cantiere in cui è morto. Il commissario prova subito a mettersi in contatto con la moglie tedesca Inge, ma anche di lei non si trova alcuna traccia. Nel frattempo, la giornalista Lucia Gambardella, che da anni si batte contro gli appalti truccati a Vigata, informa il commissario che il suo informatore, un certo Saverio Piscopo, è stato quasi assassinato, perché voleva denunciare un enorme giro di malaffare e corruzione tra le varie imprese edili delle provincia. Montalbano, dopo essersi fatto carico della sicurezza di Piscopo, continua a indagare sulla vita di Nicotra. E dopo una serie di depistaggi e di bugie, intuisce che la morte di Nicotra e il ferimento di Piscopo sono collegati da un grosso giro di malaffare, riguardanti gli appalti pubblici. La donna era l'amante di un costruttore, che era stato rilasciato dal carcere e doveva restare ai domiciliari. L'uomo è riuscito a mettere pace tra i Sinagra e i Cuffaro convincendoli a dividersi gli appalti pubblici e capeggiava numerose imprese edili in cui le due famiglie hanno sempre un rappresentante. Montalbano incontra il costruttore e gli dà due alternative: confessare e finire in galera, o restare fuori e subire l'ira della mafia per aver compromesso i loro affari.
- Altri interpreti: Teresa Mannino (Lucia Gambardella), Ubaldo Lo Presti (PM Jacono), Mimmo Mignemi (Ignazio Nicotra), Tony Laudadio (Emilio Rosales), Federico Benvenuti (Gerlando Nicotra), Yuliya Mayarchuk (Inge Schneider), Massimo Spata (Micheletto)
- Ascolti Italia: telespettatori 10 333 000 – share 40,95%[18]

## Un covo di vipere
- Tratto da Un covo di vipere
- Diretto da: Alberto Sironi.
- Scritto da: Andrea Camilleri, Francesco Bruni, Salvatore De Mola, Leonardo Marini

### Trama
L'imprenditore Cosimo Barletta viene ucciso da un colpo di pistola alla testa mentre sta facendo la colazione mattutina nel proprio villino al mare. Durante le indagini vengono scoperte una ventina di buste contenenti fotografie di giovani ragazze nude scattate durante le relazioni con Barletta. La vittima era anche un noto strozzino e aveva molti nemici a Vigata. Gli esiti dell'autopsia sul cadavere sono un vero colpo di scena: Barletta in realtà è stato avvelenato con un potente medicinale sciolto nel caffè, mentre lo sparo è avvenuto in un secondo momento. Montalbano intuisce che il crimine è stato commesso da due assassini diversi, che hanno agito quasi contemporaneamente ma all'insaputa l'uno dell'altro. Inizialmente le indagini si concentrano sulle giovani ragazze con cui Barletta aveva intrattenuto delle relazioni e poi venivano ricattate dalla vittima con le foto scandalose sul loro conto, le quali però nonostante avessero dei forti moventi per ucciderlo dispongono tutte di alibi inattaccabili. Montalbano, insieme a Fazio e Augello, apprende che nell'ultimo mese Barletta aveva incontrato una nuova ragazza della quale si era  innamorato e a cui aveva acquistato un a casa e promesso un'ingente somma di denaro; proprio la mattina dell'omicidio, inoltre, era in procinto di modificare il proprio testamento per destinarle tutti i propri averi. Montalbano scoprirà  che il colpo di pistola venne esploso da Arturo Barletta, figlio diseredato della vittima con gravi problemi finanziari, mentre l'avvelenamento era stato provocato dalla figlia Giovanna. Il commissario scoprirà con grande sgomento che da tempo Giovanna intratteneva un rapporto incestuoso col padre ed era perciò diventata molto gelosa della nuova fidanzata, oltreché timorosa di perdere anche lei gran parte dell'eredità. A conferma dei sospetti, Montalbano e Livia scoprono che il vagabondo Camastra ha assistito al suicidio della moglie di Barletta, gettatasi in mare per disperazione dopo aver scoperto la tresca tra il marito e la figlia. Poco prima dell'arresto Giovanna si suicida con lo stesso veleno usato per il padre, lasciando una lettera per Montalbano. Nella  lettera, la giovane assassina chiede implicitamente a Montalbano di mantenere lo scottante segreto che la riguarda per proteggere i figli di lei.
- Altri interpreti: Alessandro Haber (Camastra), Valentina Lodovini (Giovanna Pusateri), Marcello Mazzarella (Cosimo Barletta), Giovanni Visentin (giudice Tommaseo)
- Ascolti Italia: telespettatori 10 674 000 – share 40,8%[19]

## Come voleva la prassi
- Tratto dai racconti Come voleva la prassi in Morte in mare aperto e altre indagini del giovane Montalbano, La revisione in Gli arancini di Montalbano e Come contò Aulo Gellio in Un mese con Montalbano.
- Diretto da: Alberto Sironi.
- Scritto da: Andrea Camilleri, Francesco Bruni, Salvatore De Mola, Leonardo Marini.

### Trama
Montalbano indaga sul delitto di una giovane donna, il cui cadavere nudo e semiavvolto in un asciugamano intriso di sangue, viene ritrovato davanti all'androne di un palazzo. L'efferata violenza con cui è stato commesso l'omicidio è tale da sconvolgere anche il dottor Pasquano. Cercando di capire cosa abbia spinto la vittima a trascinarsi fin lì, proprio in quel palazzo, Montalbano sospetta che la donna sia una prostituta dell'Est Europa e ipotizza che responsabile della sua morte sia il clan dei Cuffaro, che gestisce il mercato della prostituzione. Ma la vicenda si complica e lo stesso commissario diventa oggetto di un attentato cui scampa fortunosamente. Montalbano ottiene un aiuto dalla sua amica Ingrid, la quale lo va a trovare a casa mentre è presente Livia e i due fanno finta di non conoscersi. Indagando sull'assassino, scova tra i condomini un complice che ha ripreso il festino in cui è morta la ragazza, a cui hanno partecipato politici e notabili del paese. La donna partecipava ad uno spettacolo perverso organizzato dai Cuffaro, in cui gli ospiti potevano assistere a dimostrazioni di oscenità inaudita: quando la giovane fu coinvolta, le venne imposto di essere vittima di una violenza di gruppo ed era stata pugnalata. Ferita, era riuscita a trascinarsi fino al palazzo dove abitava il cameraman, poiché i due avevano avuto una storia. Questi viene ucciso a sua volta, ma riesce a far recapitare al commissario una lettera in cui spiega tutto, assieme a un dvd. Nel filmato Montalbano riconosce il sindaco del paese e va ad annunciargli la futura incriminazione. A questa indagine si intreccia inoltre la conoscenza tra il commissario e un anziano giudice in pensione, ossessionato dalla revisione di tutti i processi che ha celebrato, per essere sicuro di non essere mai stato condizionato nel giudizio dai propri problemi personali. Un incontro inquietante, che lascia Montalbano con molti interrogativi sull'impegno e il peso di ricercare la verità e giudicarla.
- Altri interpreti: Nuccio Vassallo (Leonardo Attard), Giulio Corso (Davide Guarnotta), Lana Vladi (Maria Simonova), Matteo Taranto (Milko Stanic), Massimo Spata (Micheletto), Giuseppe Schillaci (Salvatore Niscemi).
- Ascolti Italia: telespettatori 11 268 000 – share 44,1%[20]

## La giostra degli scambi
- Tratto da La giostra degli scambi
- Diretto da: Alberto Sironi
- Scritto da: Andrea Camilleri, Francesco Bruni, Salvatore De Mola, Leonardo Marini. Collaborazione ai dialoghi: Valentina Alferj.

### Trama
Montalbano deve risolvere due casi intricati: la scomparsa di un commerciante che apparentemente si è rifiutato di pagare il pizzo alla mafia e una serie di misteriosi sequestri lampo. Il commerciante scomparso è Marcello Di Carlo, proprietario di un negozio di antiquariato; pochi giorni dopo la scomparsa, il negozio viene incendiato e si pensa a una vendetta mafiosa. Allo stesso tempo avviene qualcosa di molto strano: un rapitore mascherato ferma con l'inganno alcune ragazze, le sequestra per alcune ore e poi le libera in campagna senza far loro violenza né derubarle. Questi rapimenti-lampo sembrano incomprensibili ma Montalbano capisce che l'incendio del negozio e dei rapimenti, apparentemente molto diversi, sono in realtà legati.
All'inizio Montalbano convoca in commissariato Giorgio Bonfiglio, un rappresentante di commercio per alcune prestigiose gioiellerie e molto amico di Marcello, sia pur molto più anziano di lui: Giorgio racconta che Marcello è ormai un maturo playboy spendaccione, che possiede come auto una Porsche Cayenne grigia metallizzata e che ha numerosi debiti al punto che non gli ha ancora restituito tutti i soldi che gli deve e che l'incendio è certamente una vendetta mafiosa perché Marcello si è sempre rifiutato di pagare ogni pizzo. Aggiunge anche che la scomparsa di Marcello è avvenuta il 31 agosto, due giorni dopo il ritorno da un viaggio di circa un mese a Lanzarote (una delle isole Canarie) con una ragazza anch'ella scomparsa, di cui Giorgio dice di non sapere alcunché, nemmeno il nome.
In seguito viene trovata una ragazza di nome Luigia, stavolta con alcune lesioni e segni di stupro, la quale racconta a Montalbano che lavora in banca, che è stata anch'ella tratta in inganno dall'auto di De Carlo ma che il rapitore, di cui non è riuscita a vedere la faccia, non può essere né Marcello né Giorgio, dato che era stata lasciata poco prima da Marcello e che Giorgio sarebbe stato più scortese e violento con lei se l'avesse rapita. Luigia aggiunge anche di conoscere Giorgio e che quest'ultimo ha una fidanzata di nome Silvana, che lavora come segretaria di un commercialista ma è partita due mesi prima (cioè a inizio luglio) per Tenerife (un'altra delle isole Canarie) e attualmente scomparsa.
A questo punto Montalbano pensa che Marcello abbia raggiunto Silvana alle Canarie e scopre da Augello che quest'ultimo conosce Luigia attraverso l'amica comune Anna Bonifacio. Mandato a chiedere informazioni ad Anna, Augello racconta a Montalbano che, alcuni mesi prima, Luigia e Marcello sono stati visti insieme da Anna presso Taormina. Inoltre Augello viene a sapere che Marcello aveva chiesto un prestito di 50000 euro alla banca in cui lavora Luigia ma quest'ultima gli aveva bloccato il conto in banca dopo essere stata lasciata; il conto di Marcello è stato poi sbloccato solo grazie a un bonifico da parte di Giorgio. A questo punto tutti i sospetti cadono su Giorgio, quando vengono trovate (sia pur in posti diversi) un cadavere che si scopre essere quello di Marcello e la Porsche Cayenne bruciata di quest'ultimo. Giorgio, però, racconta di essersi infuriato per il tradimento di Silvana dopo aver rinunciato di andare con lei a Tenerife per stare accanto alla sorella e dichiara di essersi chiuso in casa due giorni e di aver solo pensato di bruciare la macchina di Marcello. Per dimostrare la sua innocemza, Giorgio indica a Montalbano la casa di Silvana, in cui  vengono trovate tracce di sangue, del cibo rimasto in tavola e una lettera di convocazione a un raduno di rappresentanti di commercio, indirizzata a Giorgio in data 29 agosto,. Giorgio continua a dichiararsi innocente quando gli viene chiesto della lettera ed egli dice di non averla mai ricevuta. Aggiunge, però, che Silvana lavora per il suo commercialista Alfredo Virduzzo, il quale ha adottato Silvana 15enne, quando è rimasta orfana e, nel tempo, ha iniziato a provare un attaccamento morboso verso di lei; per questo Silvana è diventata sempre più ribelle e adultera, prima fidanzandosi con Giorgio e iniziando poi, senza lasciare Giorgio, ad avere una tresca con Marcello.
Pochi giorni dopo viene ritrovato un cadavere di una giovane ragazza in una discarica che la scientifica riconosce essere Silvana: Montalbano, a questo punto, convoca Virduzzo in commissariato e gli tende una trappola. Montalbano mette Virduzzo a confronto con un falso sorvegliante della discarica, impersonato da un agente del commissariato, facendo intendere a Virduzzo che il sorvegliante aveva visto in faccia l'assassino il guardiano dice che la faccia non è quella dell'assassino di Silvana ma Montalbano (che nel frattempo ha scoperto che le tre ragazze rapite lavorano ciascuna in una banca dove Giorgio ha il conto) insiste sul fatto che l'assassino è Virduzzo e questi, allora, comincia dichiarare che Silvana è tutta sua e viene arrestato. Per di più Montalbano capisce che è stato Virduzzo anche a sequestrare Luigia e le due ragazze prima di lei per ritorcere la colpa su Giorgio nonché ad incendiare il negozio di Marcello e ad ucciderlo mentre era con Silvana a casa di lei e, infine, a rubare e incendiare l'auto di Marcello.
- Altri interpreti: Raffaele Esposito (Marcello Di Carlo), Fabrizio Bentivoglio (Giorgio Bonfiglio), Sebastiano Lo Monaco (Alfredo Virduzzo), Desirée Noferini (Silvana Romano), Daniela Giordano (Rita Curaja), Ubaldo Lo Presti (pm Jacono).
- Ascolti TV Italia: telespettatori 11 386 000 – share 45,1%[21]

## Amore
- Tratto da: Amore in Un mese con Montalbano e La prova generale in Gli arancini di Montalbano
- Diretto da: Alberto Sironi
- Scritto da: Andrea Camilleri, Francesco Bruni, Salvatore De Mola, Leonardo Marini. Collaborazione ai dialoghi: Valentina Alferj.

### Trama
La scomparsa di una bella ragazza (Michela Prestia) mette a dura prova la capacità di Montalbano e dei suoi uomini di districarsi nei labirinti della complessità e dei fatali inganni del sentimento amoroso. Michela è una ragazza dal passato travagliato: fu cacciata di casa in giovane età dalla famiglia. Abusata da un mafioso ossessionato da lei, Michela rifiutò di sposarlo nonostante le insistenze dei genitori spaventati e coraggiosamente lo denunciò, ma da allora sul suo cammino ha incontrato solo uomini sbagliati che l'hanno usata fino a condurla alla prostituzione. Con grande forza di volontà e grazie anche al sostegno della sorella Cinzia, l'unica in famiglia ad esserle rimasta accanto, è riuscita a risollevarsi da quella tragica condizione, si è rifatta una vita e ha trovato l'amore in un uomo, Saverio, con il quale adesso convive e che ricambia totalmente il suo amore. Ma proprio quando sembra avere trovato una sistemazione decente, Michela misteriosamente scompare. Molti pensano che, avendo avuto tanti amanti, semplicemente abbia abbandonato Saverio e sia scappata con un altro uomo ma Montalbano capisce presto che non è accaduto questo e che qualcosa di grave è accaduto alla povera ragazza se non è stata addirittura uccisa. Nel frattempo il mafioso che aveva abusato Michela, da poco uscito da carcere e l'anziano usuraio che l'aveva avviata alla prostituzione vengono uccisi dalla stessa arma. A risolvere questo mistero, a scoprire il movente e l'assassino contribuisce in maniera determinante l'incontro con due anziani attori di teatro, i coniugi Di Giovanni. Montalbano, attraverso la loro storia, strana e toccante, e anche grazie a un rinnovato sentimento di gelosia nei confronti di Livia, capisce che la scomparsa di Michela è il frutto di un amore folle, impossibile e tragico.
- Altri interpreti: Stella Egitto (Cinzia Prestia), Serena Iansiti (Michela Prestia), Fabrizio Ferracane (Saverio Moscato), Paola Abruzzo (Concetta Prestia), Vincenzo Catanzaro (Andrea Di Giovanni), Gigliola Reyna (Emanuela Di Giovanni).
- Ascolti Italia: telespettatori 10 816 000 – share 42,8%[22]

## L'altro capo del filo
- Tratto da: L'altro capo del filo
- Diretto da: Alberto Sironi
- Scritto da: Andrea Camilleri, Francesco Bruni, Salvatore De Mola, Leonardo Marini. Collaborazione ai dialoghi: Valentina Alferj.

### Trama

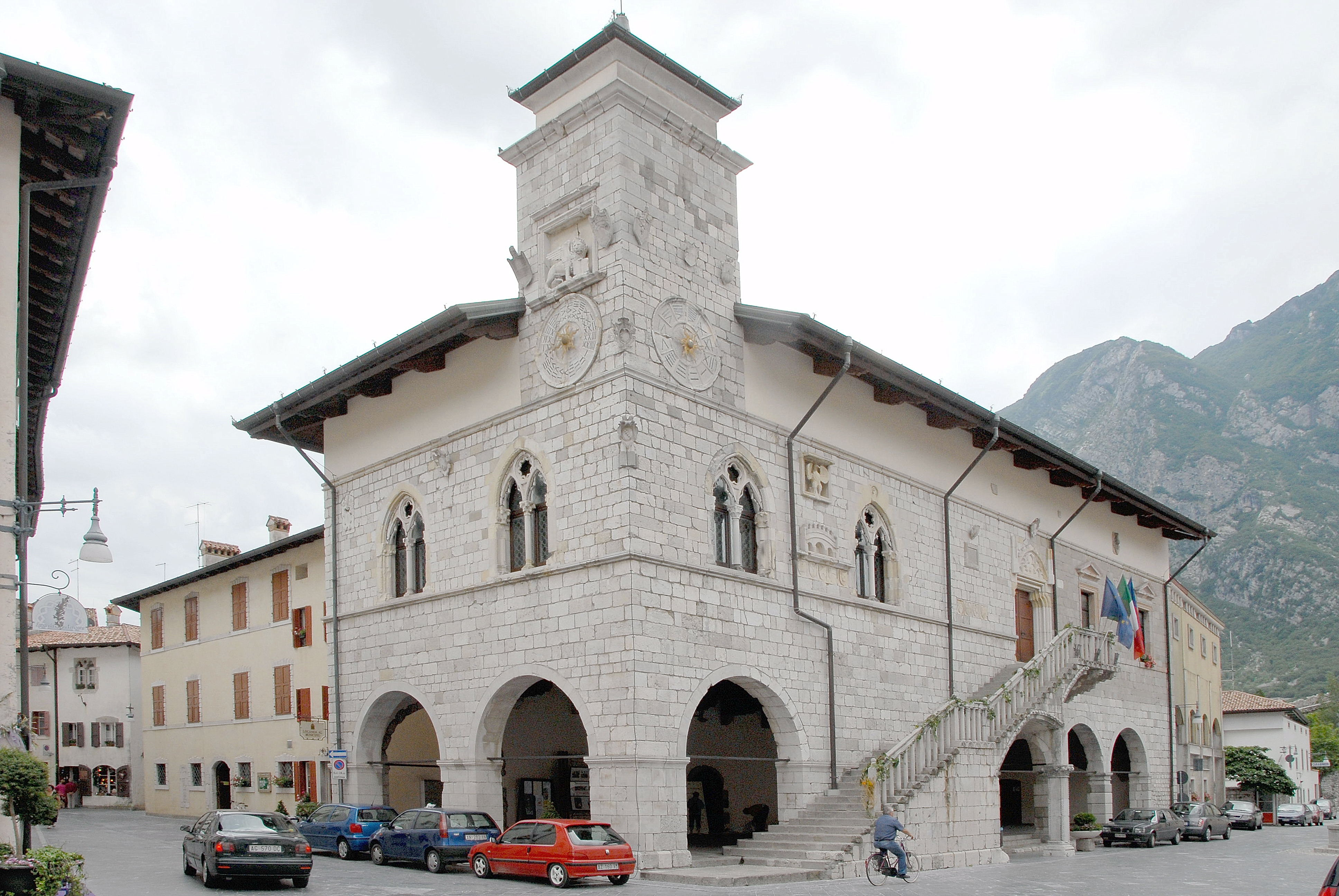
Il municipio di Venzone, usato come location per la trasferta friulana di Montalbano a Bellosguardo.

Montalbano, con gli uomini che ha, è alle prese con l'emergenza per gli sbarchi di numerosi migranti e si occupa anche dell'assassinio di Elena Biasini, una conoscente di Livia massacrata con una forbice da sarta nel proprio laboratorio. Con lei lavoravano Meriam, madrelingua araba, l'anziano Nicola e il giovane Lillo Scotto, che si era invaghito di lei e che era stato appena licenziato dalla sartoria. Il dottor Osman, che aiutava come interprete e medico durante gli sbarchi, confessa al commissario di essere stato amante di Elena.
- Altri interpreti: Elena Radonicich (Elena Biasini), Ahmed Hefiane (Osman), Giorgia Salari (Anna Silch), Carlo Calderone (Franco Guida), Anna Ferruzzo (Teresa), Giovanni Guardiano (Jacomuzzi), Hossein Taheri (Abdul Alkarim), Eurydice El-Etr (Mariam).
- Ascolti Italia: telespettatori 11 108 000 – share 44,9%[23]

## Un diario del '43
- Tratto da: Un diario del '43 e Being here... in Un mese con Montalbano
- Diretto da: Alberto Sironi
- Scritto da: Andrea Camilleri, Francesco Bruni, Salvatore De Mola, Leonardo Marini. Collaborazione ai dialoghi: Valentina Alferj.

### Trama
Dopo la demolizione di un vecchio silos, arriva a Montalbano tramite Nicoló Zito un diario scritto nell'estate del 1943 da un giovane fascista, Carlo Colussi, che nelle pagine confessa di aver compiuto un atto terribile. Questa scoperta s'intreccia con l'arrivo a Vigata di un novantenne italoamericano, John Zuck, il quale racconta al commissario di essere nato nella cittadina siciliana, di chiamarsi in realtà Giovanni Zuccotti, di essere stato fatto prigioniero dagli alleati durante la guerra e in seguito di essere restato negli Stati Uniti dopo essere rimasto orfano. Montalbano collega i fatti del diario e di Zuck all'uccisione del vecchio imprenditore Angelino Todaro: questi in gioventù aveva ucciso i genitori di Zuck per conto di un avvocato che si sarebbe così impossessato dei loro terreni e dopo tanti anni l'americano si è vendicato. Autoaccusatosi davanti al commissario, Zuck si suicida sulla spiaggia sparandosi alla tempia. L'atto terribile compiuto da Colussi era stato una strage di soldati alleati, con vittime innocenti, rei di aver violentato la sua fidanzata. Per espiare la sua grave colpa, l'uomo si è poi fatto frate e missionario. L'incontro con l'ormai novantenne Colussi indirizza lontano dal diario le indagini di Montalbano, volte alla scoperta dell'assassino di Todaro, dopo che in un primo momento il commissario aveva creduto che i due fatti fossero collegati. Nel contempo, Montalbano riceve la notizia della morte di Pasquano a seguito di una breve malattia, Montalbano e gli altri del corpo della polizia partecipano alle esequie del dottore.
- Altri interpreti: Selene Caramazza (Anita e Alessandra De Rossi), Giulio Brogi (Carlo Colussi), Roberta Caronia (Rosalba Todaro), Marco Basile (Matteo Todaro), Aldo La Spina (Pepè Panarello), Giovanni Guardiano (Jacomuzzi), Nellina Laganà (Zina), Nino Bellomo (Angelino Todaro), Fabrizio Romano (Padre Carmelo), Dominic Chianese (Giovanni "John Zuck" Zuccotti)
- Ascolti Italia: telespettatori 10 150 000 – share 43,3%[24]

## Salvo amato, Livia mia
- Tratto da: "Salvo amato..." "Livia mia..." in Gli arancini di Montalbano e Il vecchio ladro in Un mese con Montalbano
- Diretto da: Alberto Sironi e Luca Zingaretti
- Scritto da: Andrea Camilleri, Francesco Bruni, Salvatore De Mola, Leonardo Marini. Collaborazione ai dialoghi: Valentina Alferj.

### Trama
Mentre un metronotte scopre Pasquale, il figlio di Adelina, a rubare in una villa, nell'archivio comunale di Vigata viene ritrovata morta, uccisa a colpi di martello, una giovane ragazza, Agata Cosentino, una cara amica di Livia. La vittima, ragazza timida e riservata, non sarebbe dovuta essere lì: gli uffici erano chiusi per lavori di ristrutturazione, e nell'edificio lavoravano solo gli operai addetti ai lavori. Montalbano dovrà indagare su ben due casi "strani", per aiutare il figlio della sua governante e fare luce sull'indagine della ragazza morta, che porterà a una cruda e scomoda verità.
- Altri interpreti: Rosario Lisma (Antonio Cannizzaro), Luciano Scarpa (Giorgio Scalia), Roberta Giarrusso (signora Caruana), Federica De Benedittis (Agata Cosentino), Katia Greco (Caterina Giunta), Giovanni Guardiano (Jacomuzzi), Ketty Governali (Adelina), Fabio Costanzo (Pasquale), Rosario Minardi (Romildo Bufardeci), Vitalba Andrea (Cristina Cosentino)
- Ascolti Italia: telespettatori 9 377 000 – share 39%[25]

## La rete di protezione
- Tratto da: La rete di protezione
- Diretto da: Alberto Sironi e Luca Zingaretti
- Scritto da: Andrea Camilleri, Francesco Bruni, Salvatore De Mola, Leonardo Marini. Collaborazione ai dialoghi: Valentina Alferj.

### Trama
Montalbano riceve la visita dell'ingegner Sabatello che gli porta alcuni filmini girati per sei anni dall'ormai defunto padre che raffigurano sempre la stessa cosa: l'inquadratura fissa di un muro. Il commissario intuisce che dietro quelle pellicole si nasconda una remota vicenda dalle tinte tragiche e fosche. Nel frattempo, nella scuola frequentata dal figlio di Augello due individui a volto coperto fanno irruzione in classe e seminano il terrore nell'edificio. A complicare le cose ci sono le riprese di un film da parte di una troupe svedese, di cui fa parte la cugina di Ingrid Sjöström (che si è trasferita perché il marito è stato spostato di sede). Augello viene pescato dal regista a fare il cascamorto con la protagonista della pellicola, mettendo in difficoltà Montalbano.
- Altri interpreti: Carolina Carlsson (Monika Sjöström), Disa Östrand (Maj Andreasson), Fredrik Hiller (Mats Brolin), Tuccio Musumeci (cavalier Pintacuda), Carmela Gentile (Beatrice "Beba" Di Leo), Ketty Governali (Adelina), Dario Veca (commesso), Graziano Piazza (Ernesto Sabatello), Mario Pupella (Gasparino Sidoti), Ivan Giambirtone (professor Puleo), Enrico Guarneri (questore), Pietro Delle Piane (Marchica), Luigi Tuccillo (Francesco Sabatello), Peppe Tuccillo (Emanuele Sabatello)
- Ascolti Italia: telespettatori 9 497 000 – share 33,2%[26]

## Il metodo Catalanotti
- Tratto da: Il metodo Catalanotti
- Diretto da: Alberto Sironi e Luca Zingaretti
- Scritto da: Andrea Camilleri ed Ester Viola

### Trama
Mimì Augello piomba a casa del commissario in piena notte, gli racconta di aver casualmente rinvenuto un cadavere in un appartamento disabitato durante un suo incontro amoroso. Quasi contemporaneamente viene ritrovato morto nel suo appartamento Carmelo Catalanotti, usuraio, regista teatrale, ideatore di un ingegnoso e traumatico metodo recitativo che mette in condizione l'attore di entrare in un personaggio lavorando sui propri segreti più oscuri e nascosti: delle vere e proprie sedute psicanalitiche fuori dall'ordinario in cui il regista fa leva sulla parte più oscura dell'animo dell'attore. Montalbano arriverà alla risoluzione del caso, un caso in cui drammaturgia e realtà si confondono, in cui i cadaveri possono scomparire come in una pantomima, e in cui una bella e determinata giovane a capo della scientifica, Antonia Nicoletti, collaborerà a stretto contatto con Montalbano fino a far follemente innamorare il commissario.
- Altri interpreti: Greta Scarano (Antonia Nicoletti), Carlo Cartier (Carmelo Catalanotti), Marina Rocco (Eleonora), Antonia Truppo (Maria Del Castello), Monica Dugo (Anita Pastore), Aglaia Mora (dott.ssa Barresi), Giampiero Cicciò (Rosario), Gaetano Aronica (Ernesto Lopez), Maurizio Bologna (Antonio Scimè), Caterina Gurrieri (Genoveffa Recchia), Santi Consoli (Michele Tedesco)
- Ascolti Italia: telespettatori 9 000 016 – share 38,4%[28]